# Kuklik pospolity

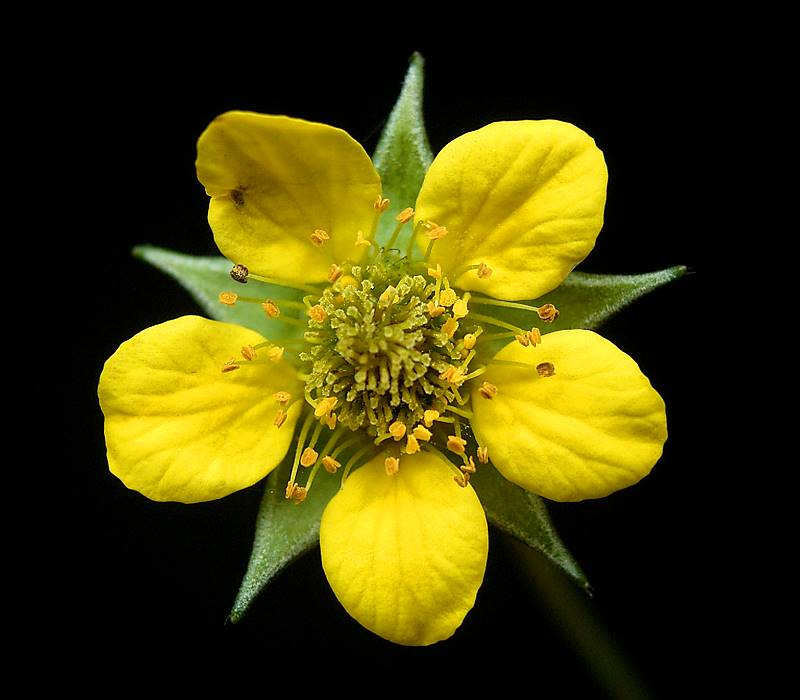
Kwiat

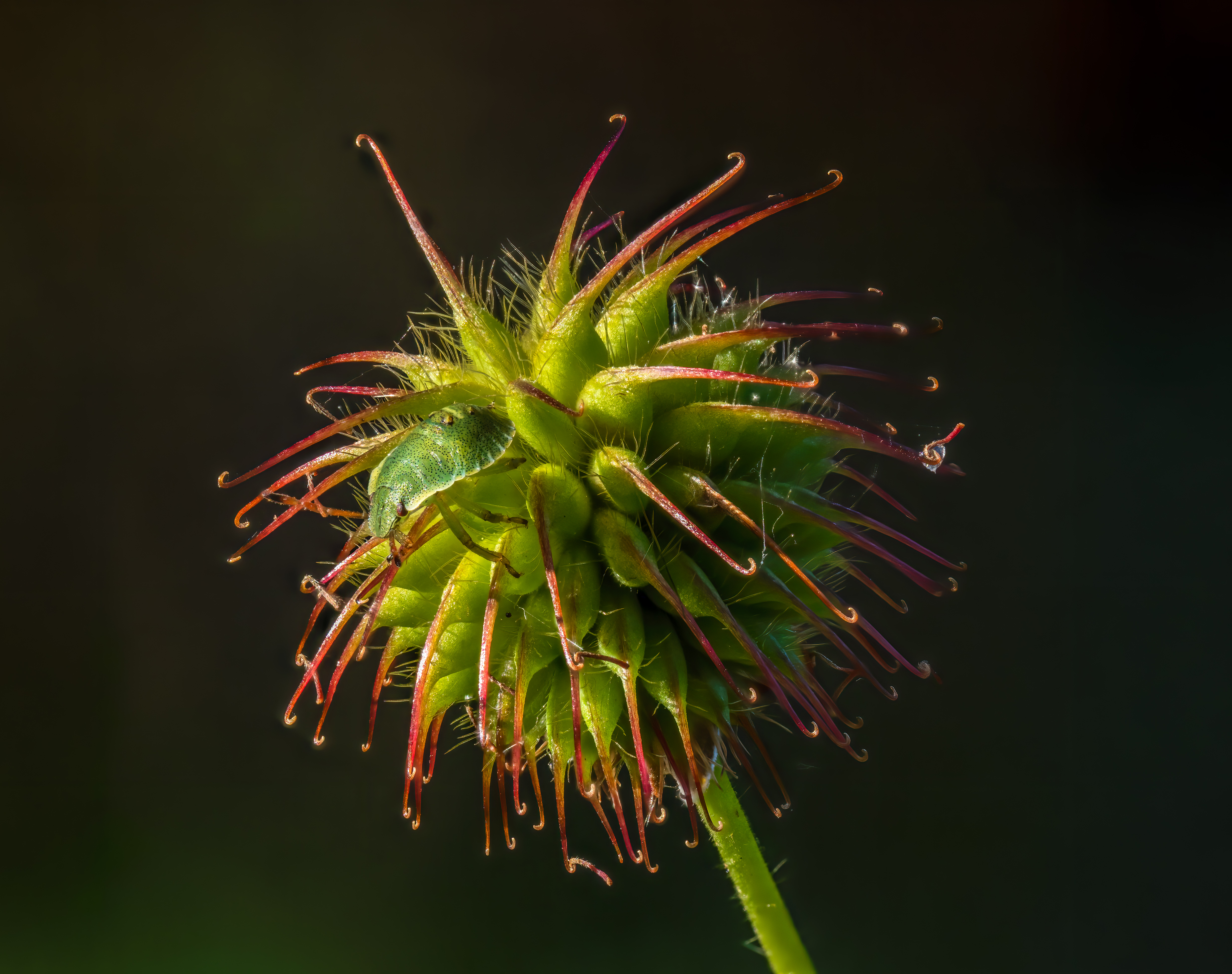
Owoc

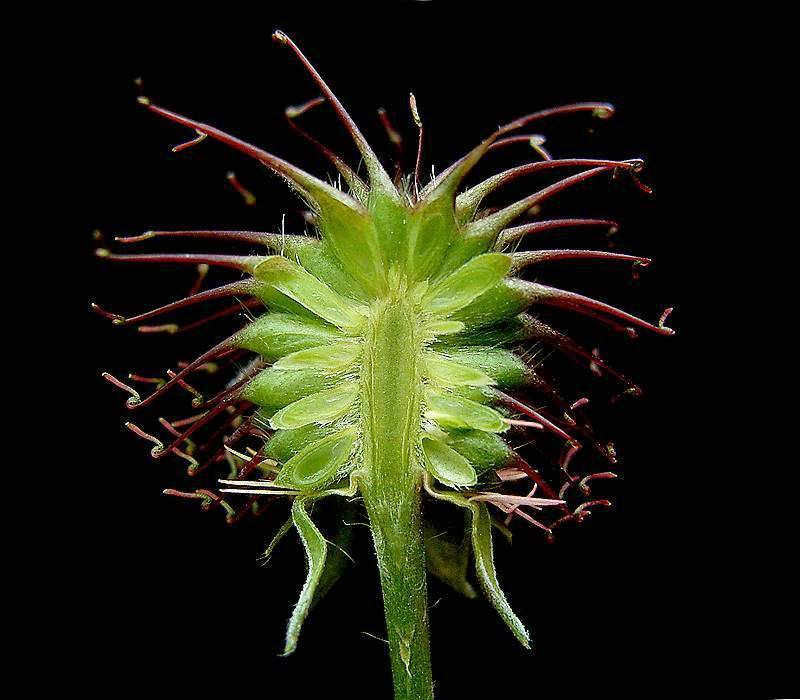
Przekrój owocu

Kuklik pospolity (Geum urbanum L.) – gatunek rośliny wieloletniej z rodziny różowatych. Występuje w Europie (bez północnych i południowych krańców), w północnej Afryce (od Maroka po Tunezję), zachodniej Azji (na wschodzie po Iran i Kazachstan), a jako gatunek zawleczony również w Ameryce Północnej, Kraju Nadmorskim i Nowej Zelandii. W Polsce jest pospolity na całym niżu i w niższych położeniach górskich (w Polsce do nieco ponad 1300 m n.p.m.).

## Morfologia
ŁodygaProsto wzniesiona, miękko owłosiona, rozgałęziona, zwykle czerwonobrunatna. Osiąga od 20 do 70, rzadko do 100 cm wysokości.
Organy podziemneKorzeń rzepowato zgrubiały, o charakterystycznym zapachu, z krótkim kłączem, z którego wyrastają liście odziomkowe i łodygi z ich pachwin.
LiścieOdziomkowe i łodygowe, generalnie podobne do siebie, aczkolwiek łodygowe z mniejszą liczbą odcinków, a najwyższe niepodzielone i siedzące. Liście są miękko i przylegająco owłosione, dolne – przerywano-lirowate, górne trójlistkowe i niepodzielone, lecz tylko wcinane. Odcinki liści pierzastych różnej wielkości, przy czym szczytowy jest największy, 3–5 wrębny lub klapowy, grubo karbowano piłkowany, czasem zrastający się z dwoma najbliższymi odcinkami.
KwiatyZebrane w rozpierzchły kwiatostan i rozwijające się na zawsze wzniesionych szypułkach. Kielich z działkami jajowato trójkątnymi, szerszymi i dłuższymi od listków kieliszka. Płatki korony jasnożółte, podobnej długości jak działki – osiągające 3–6 mm długości. W kwiatach znajduje się zielony, pierścieniowaty miodnik.
OwoceOrzeszki zebrane w siedzący, kulistawy owoc zbiorowy, wsparty trwałymi, w dół odgiętymi działkami kielicha. Owoce zielone, pokryte włoskami o długości 1–1,5 mm. Szyjka słupka haczykowata, w dole naga, w górze z krótkimi i rzadkimi szczecinkami.
Gatunek podobnyKuklik zwisły Geum rivale ma kwiaty zwieszone w dół, płatki korony od zewnątrz czerwonobrunatne i u nasady zwężone w paznokieć.

## Biologia i ekologia
Bylina, hemikryptofit. Kwitnie od maja do września. Kwiaty są lekko przedprątne, zapylane przez owady wabione nektarem. Pylniki pręcików są odchylone i otwierają się na zewnątrz, jednak mimo to czasami dochodzi do samozapylenia. Owoce rozsiewane są przez zwierzęta (epizoochoria). Haczyk, za pomocą którego owoce przyczepiają się do sierści zwierząt i ubrań ludzi powstaje z wydłużającej i zaginającej się szyjki słupka. 
Roślina azotolubna – rośnie na glebach żyznych, których jest wskaźnikiem, próchnicznych i wilgotnych. Zasiedla lasy liściaste, zwłaszcza grądy i lasy łęgowe, zarośla, przydroża i przychacia. W ostatnich dziesięcioleciach obserwuje się duży wzrost liczebności i zajmowanie nowych stanowisk. W klasyfikacji zbiorowisk roślinnych gatunek charakterystyczny dla rzędu (O.) Glechometalia.

## Zmienność
Tworzy mieszańce z kuklikiem sztywnym i k. zwisłym.

## Zastosowanie

### Roślina lecznicza
- Surowiec zielarski : korzeń (Radix Gei urbani, Radix Caryophyllatae); zawiera geinę (glikozyd), garbniki (do 30%), kwasy organiczne (galusowy, kawowy, chlorogenowy), flawonoidy, eugenol (olejek eteryczny).
- Działanie : dawniej stosowano jako środek przeciwbiegunkowy, wzmacniający, ściągający i antyseptyczny w chorobach żołądka i malarii. Używany do płukania jamy ustnej, by wzmocnić dziąsła i zęby, wykorzystywane jest również jego działanie antyseptyczne[10].

### Roślina jadalna
Liście zbierane wczesną wiosną można dodawać do potraw warzywnych i sałatek. Po wysuszeniu i sproszkowaniu stanowi wytrawną, gorzkawą przyprawę do zup i dań mięsnych. Kwiatami można dekorować sałatki i desery. Korzenie można traktować jako warzywo i dodawać do zup. Kłącze używane było do aromatyzowania alkoholi (piw, win i wódek).